# Wiązar jętkowy
Wiązar jętkowy – wiązar drewniany o rozpiętościach do 9 m. Składa się z krokwi, które przenoszą naprężenia zginające i ściskające oraz poziomej poprzeczki - jętki, która przenosi naprężenia rozciągające. Może być oparty na belkach wiązarowych (jak na rys.) lub ścianie za pośrednictwem murłaty lub belki oczepowej. 
Elementy wiązara jętkowego:
| 1. belka wiązarowa (w niektórych konstrukcjach belka stropowa) 2. krokiew 3. jętka |

Szczegół połączenia jętki (3) z krokwią (2) - pokazano jak w rozwiązaniu tradycyjnym - na jaskółczy ogon: